# Giuseppe Galletti
Giuseppe Galletti (né à Bologne le 11 août 1798, mort dans la même ville le 26 juillet 1873) est un patriote et homme politique italien.

## Biographie
Giuseppe Galletti est le fils de Pietro et Anna Benassi. Il obtient un diplôme en droit et devient avocat. En 1825, il épouse Carlotta Mandini avec qui il a cinq enfants.
Il participe aux insurrections carbonari en Émilie en 1831 et il fait partie de l'assemblée des éphémères Provinces-Unies italiennes  (5 février 1831, 26 avril 1831), nées dans les États pontificaux.
En 1845, en raison de son activité subversive qui se poursuit après l'échec des insurrections, il est arrêté et condamné à la prison à vie. Il retrouve la liberté après avoir été amnistié dans le cadre de l'amnistie générale accordée par le nouveau pape Pie IX, le 16 juillet 1846. Rapidement, il adhère à la  Conferenza economico-morale de Marco Minghetti, membre des modérés réformateurs. De fauteur de troubles contre le gouvernement pontificale, Galletti soutient désormais le pape réformateur. De nouveaux événements insurrectionnels touchent l'Europe, c'est le printemps des peuples. Rome n'échappe pas aux conséquences de ces révolutions, le 10 mars 1848, Galletti est nommé ministre de la police dans le ministère laïc Antonelli. Après l'assassinat du Premier ministre, Pellegrino Rossi, Pie IX forme, le 20 novembre, un nouveau gouvernement confié à Mgr Carlo Emanuele Muzzarelli. Galletti est nommé ministre de la police.
Après la fuite de Pie IX, le 5 février 1849, Galletti devient président de l'Assemblée constituante et, le 9 février, il proclame la constituante de la République romaine dont il vote la proclamation sans réelle conviction. Celle-ci prend fin avec l'intervention des troupes françaises du général Oudinot. Galletti prend part aux combats en sa qualité de commandant des carabiniers et pour quelques jours, en qualité de chef d'état-major. Par la suite, il se réfugie dans le royaume de Sardaigne où il entame un moment difficile de sa vie, n'obtenant qu'un poste de directeur de mine.
Après l'unification italienne, il est élu député du collège de Poggio Mirtetode dans la IXe législature du royaume d'Italie (1865) et il siège au sein de la gauche.
Il meurt en 1873 à Bologne d'un accident vasculaire cérébral.

## Ses écrits
- Intorno alla pretesa sconoscenza verso Pio IX, 1850;
- La mia prigionia, 1870.

## Sources
- (it) Cet article est partiellement ou en totalité issu de l’article de Wikipédia en italien intitulé « Giuseppe Galletti » (voir la liste des auteurs).